# Puget-Ville
Puget-Ville település Franciaországban, Var megyében. Lakosainak száma 4568 fő (2022. január 1.). Puget-Ville Besse-sur-Issole, Carnoules, Collobrières, Cuers, Pierrefeu-du-Var, Rocbaron és Sainte-Anastasie-sur-Issole községekkel határos.

## Népesség
A település népességének változása:
| Lakosok száma | 4060 | 4177 | 4286 | 4280 | 4330 | 4357 | 4409 | 4488 | 4568 |
|               | 2013 | 2015 | 2016 | 2017 | 2018 | 2019 | 2020 | 2021 | 2022 |